# Campionati europei di pugilato dilettanti 2010
I Campionati europei di pugilato dilettanti maschili 2010 si sono tenuti a Mosca, Russia, dal 4 al 13 giugno 2010. È stata la 38ª edizione della competizione biennale organizzata dall'organismo di governo europeo del pugilato dilettantistico, EUBC. La manifestazione è stata dominata dai pugili russi che hanno conquistato 7 delle 11 medaglie d'oro in palio.

## Risultati
| Categoria                   | Oro                       | Argento                        | Bronzo                                                             |
| --------------------------- | ------------------------- | ------------------------------ | ------------------------------------------------------------------ |
| Pesi minimosca (kg 48)      | Paddy Barnes Irlanda      | Elvin Mamishzade Azerbaigian   | Hovhannes Danielyan Armenia José Kelvin de la Nieve Linares Spagna |
| Pesi mosca (kg 51)          | Misha Aloyan Russia       | Khalid Saeed Yafai Inghilterra | Vincenzo Picardi Italia Ronny Beblik Germania                      |
| Pesi gallo (kg 54)          | Eduard Abzalimov Russia   | Georgiy Chygayev Ucraina       | Andrew Selby Galles Gamal Yafai Inghilterra                        |
| Pesi piuma (kg 57)          | Denis Makarov Germania    | Iain Weaver Inghilterra        | Sergey Kunitsyn Bielorussia Tyrone McCullough Irlanda              |
| Pesi leggeri (kg 60)        | Albert Selimov Russia     | Thomas Stalker Inghilterra     | Eugen Burhard Germania Eric Donovan Irlanda                        |
| Pesi superleggeri (kg 64)   | Hrachik Javakhyan Armenia | Gyula Káté Ungheria            | Alexander Solyannikov Russia Oleksandr Klyuchko Ucraina            |
| Pesi welter (kg 69)         | Balazs Bacskai Ungheria   | Alexis Vastine Francia         | Magomed Nurutdinov Bielorussia Taras Šelestjuk Ucraina             |
| Pesi medi (kg 75)           | Artëm Čebotarev Russia    | Darren O'Neill Irlanda         | Nikolay Veselov Bielorussia Mladen Manev Bulgaria                  |
| Pesi mediomassimi (kg 81)   | Artur Beterbiyev Russia   | Abdelkader Bouhenia Francia    | Artur Khachatryan Armenia Kenneth Egan Irlanda                     |
| Pesi massimi (kg 91)        | Egor Mechoncev Russia     | Tervel Pulev Bulgaria          | Denys Pojacyka Ucraina Jozsef Darmos Ungheria                      |
| Pesi supermassimi (kg 91 +) | Sergey Kuzmin Russia      | Viktar Zueŭ Bielorussia        | Yousef Abdelghani Israele Roman Kapitonenko Ucraina                |

## Medagliere
| Posizione | Paese       | Oro | Argento | Bronzo | Totale |
| --------- | ----------- | --- | ------- | ------ | ------ |
| 1         | Russia      | 7   | 0       | 1      | 8      |
| 2         | Irlanda     | 1   | 1       | 3      | 5      |
| 3         | Ungheria    | 1   | 1       | 1      | 3      |
| 4         | Armenia     | 1   | 0       | 2      | 3      |
| 4         | Germania    | 1   | 0       | 2      | 3      |
| 6         | Inghilterra | 0   | 3       | 1      | 4      |
| 7         | Francia     | 0   | 2       | 0      | 2      |
| 8         | Ucraina     | 0   | 1       | 4      | 5      |
| 9         | Bielorussia | 0   | 1       | 3      | 4      |
| 10        | Bulgaria    | 0   | 1       | 1      | 2      |
| 11        | Azerbaigian | 0   | 1       | 0      | 1      |
| 12        | Israele     | 0   | 0       | 1      | 1      |
| 12        | Italia      | 0   | 0       | 1      | 1      |
| 12        | Spagna      | 0   | 0       | 1      | 1      |
| 12        | Galles      | 0   | 0       | 1      | 1      |
|           | Totale      | 11  | 11      | 22     | 44     |